# Free (альбом Bonfire)
Free — полноформатный студийный альбом немецкой группы Bonfire, выпущенный в 2003 году лейблом LZ Records.

## Об альбоме
По словам гитариста группы Ханса Циллера работа над альбомом шла очень долго и участники не хотели создавать альбом, похожий на все предыдущие. Взамен же они хотели привнести некий элемент новизны, что также имеет определённое отношение и к названию альбому (Free — свободный).

### Лирика
В целом альбома не содержит какой-то определённой концепции и темы всех песен отличаются друг от друга. Так композиция September on My Mind повествут о событиях, случившихся в США 11 сентября. Композиция On and On рассказывает об изменениях, которые постоянно происходят в мире и о том, что в случае чего нельзя останавливаться на достигнутом. Также на альбоме присутствует нетипичная (в плане вокала и юмористической лирики) для группы композиция под названием Rock 'n' Roll Star (Born to Rock), она повествует о жизни рок-звезды, о прелестях и недостатках подобного статуса.

## Критика
Российский журнал Dark City назвал альбом наиболее лёгким с 1996 года и самым ненавязчивым в дискографии группы и поставил 4 балла из 5.

## Список композиций
1. On and On… — 4:06
2. I Would Do Anything 4 U — 4:18
3. What About Love? — 5:03
4. Rock 'n' Roll Star (Born to Rock) — 3:58
5. Free — 6:14
6. Preachers & Whores — 4:45
7. Love CCA — 4:49
8. Give a Little — 4:29
9. September on My Mind — 4:40
10. Friends — 12:47